# Andrena balucha
Andrena balucha är en biart som beskrevs av Nurse 1904. Andrena balucha ingår i släktet sandbin, och familjen grävbin. Inga underarter finns listade i Catalogue of Life.